# Solutreano

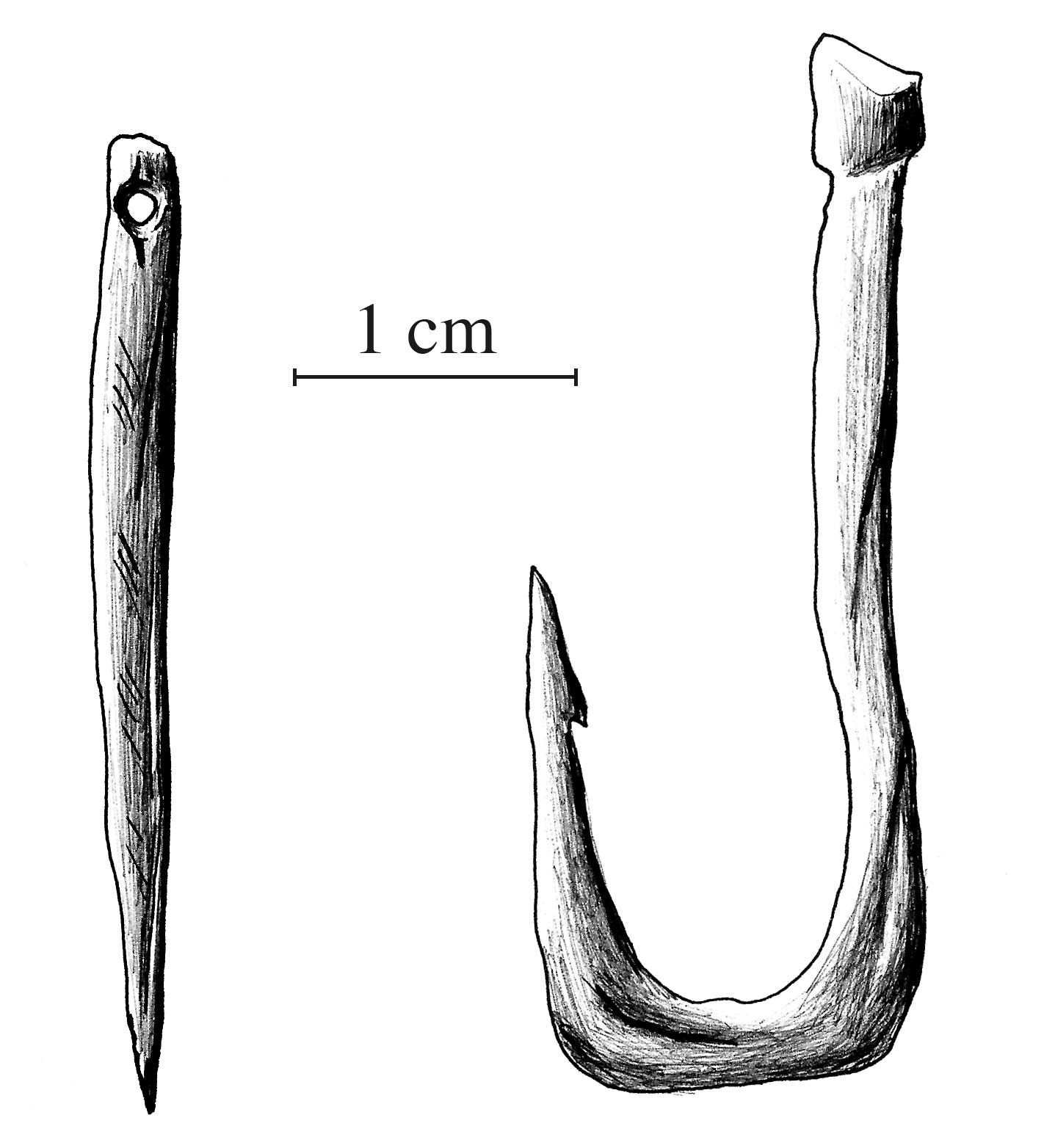
Aghi tipici del Solutreano

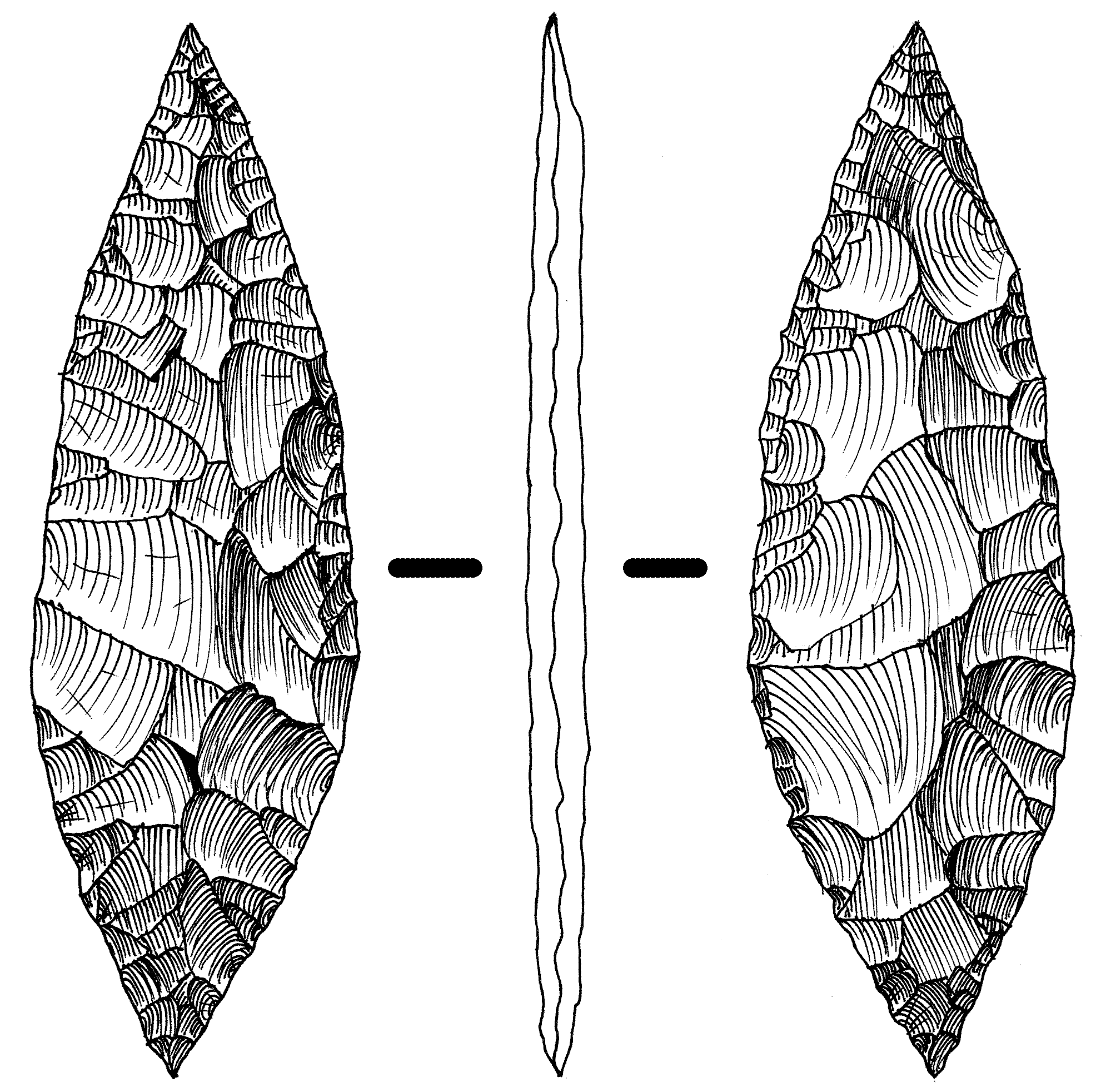
Punta bifacciale a foglia di alloro

Il Solutreano (22.000-17.000 anni dal presente) è una facies culturale che si sviluppa in Europa occidentale durante il paleolitico superiore; succede al Gravettiano e precede il Magdaleniano.

## Descrizione
La cultura solutreana è localizzabile nell'Europa occidentale, significativamente in Spagna ed in Francia. Il termine deriva dalla Rocca di Solutré, un sito archeologico nel distretto di Mâcon, dipartimento di Saona e Loira, nella Francia orientale, scoperto nel 1866 dal geologo francese Henry Testot-Ferry.
L'industria solutreana fu così chiamata da Gabriel de Mortillet per descrivere il secondo periodo del suo sistema cronologico, seguente il Musteriano.
Il solutreano è caratterizzato dalla tecnica di scheggiatura a pressione, che consente di ottenere manufatti di grande raffinatezza; sono comuni manufatti litici come strumenti come bulini (utensili per la lavorazione del legno simili a scalpelli), raschietti e trivellatori. Viene utilizzato anche l'osso (aghi) ed il corno.
Durante questo periodo compaiono i primi esempi di arte rupestre, come pitture, incisioni e bassorilievi prodotti sulla roccia.
Il Solutreano è convenzionalmente suddiviso in tre fasi:
- Solutreano inferiore, caratterizzato dalle punte a faccia piana;
- Solutreano medio, caratterizzato dalle punte a foglia di alloro;
- Solutreano superiore, caratterizzato dalle punte a foglia di salice.

Per le sue specificità, è stato individuato anche la forma regionale del Solutreano iberico, caratterizzato da punte con forme peduncolate.

## Paleogenetica
L'analisi del DNA antico di individui solutreani ha evidenziato affinità sia con i Cro-Magnon del Gravettiano francese e iberico che con i successivi magdaleniani; specificatamente gli individui appartenenti ai cosiddetti rifugi franco-cantabrici solutreani sono affinini con gli individui gravettiani del cluster genico di Fournol in Francia e con quelli del cluster magdaleniano di El Mirón in Spagna, fornendo una prova diretta della continuità genetica durante l'ultimo massimo glaciale nell'Europa sud-occidentale e occidentale; si conferma così che queste regioni costituirono rifugi climatici in cui le popolazioni umane sopravvissero durante la glaciazione del solutreano.
Più controversa è le ipotesi di altri rifugi clmatici di questo periodo nella penisola italiana, nei Balcani e nella pianura sud-orientale europea.

## Localizzazione
I siti archeologici frequentati da EEMH appartenenti  a questa facies culturale, si trovano in Francia e Spagna; il sito più settentrionale è quello di Les Bossats, non lontano da Parigi, dove sono state ritrovate punte bifacciali del tipo lame a foglia d'alloro.

## Caccia
Le analisi dei resti faunistici rinvenuti negli strati Solutreani di Peña Capón in Spagna indicano che le popolazioni umane cacciavano preferibilmente cavalli, cervi e stambecchi.

### Riviste
- (EN) José Yravedra, Marie-Anne Julien, Manuel Alcaraz-Castaño, Verónica Estaca-Gómez, Javier Alcolea-González, Rodrigo de Balbín-Behrmann, Christophe Lécuyer, Claude Hillaire Marcel e Ariane Burke,, Not so deserted…paleoecology and human subsistence in Central Iberia (Guadalajara, Spain) around the Last Glacial Maximum,, in Quaternary Science Reviews, vol. 140, 2016,  pp. 21-38, DOI:10.1016/j.quascirev.2016.03.021. URL consultato il 29 giugno 2025.
- (EN) Posth C, Yu H, Ghalichi A, Rougier H, Crevecoeur I, Huang Y, Ringbauer H, Rohrlach AB, Nägele K, Villalba-Mouco V, Radzeviciute R, Ferraz T, Stoessel A, Tukhbatova R, Drucker DG, Lari M, Modi A, Vai S, Saupe T, Scheib CL, Catalano G, Pagani L, Talamo S, Fewlass H, Klaric L, Morala A, Rué M, Madelaine S, Crépin L, Caverne JB, Bocaege E, Ricci S, Boschin F, Bayle P, Maureille B, Le Brun-Ricalens F, Bordes JG, Oxilia G, Bortolini E, Bignon-Lau O, Debout G, Orliac M, Zazzo A, Sparacello V, Starnini E, Sineo L, van der Plicht J, Pecqueur L, Merceron G, Garcia G, Leuvrey JM, Garcia CB, Gómez-Olivencia A, Połtowicz-Bobak M, Bobak D, Le Luyer M, Storm P, Hoffmann C, Kabaciński J, Filimonova T, Shnaider S, Berezina N, González-Rabanal B, González Morales MR, Marín-Arroyo AB, López B, Alonso-Llamazares C, Ronchitelli A, Polet C, Jadin I, Cauwe N, Soler J, Coromina N, Rufí I, Cottiaux R, Clark G, Straus LG, Julien MA, Renhart S, Talaa D, Benazzi S, Romandini M, Amkreutz L, Bocherens H, Wißing C, Villotte S, de Pablo JF, Gómez-Puche M, Esquembre-Bebia MA, Bodu P, Smits L, Souffi B, Jankauskas R, Kozakaitė J, Cupillard C, Benthien H, Wehrberger K, Schmitz RW, Feine SC, Schüler T, Thevenet C, Grigorescu D, Lüth F, Kotula A, Piezonka H, Schopper F, Svoboda J, Sázelová S, Chizhevsky A, Khokhlov A, Conard NJ, Valentin F, Harvati K, Semal P, Jungklaus B, Suvorov A, Schulting R, Moiseyev V, Mannermaa K, Buzhilova A, Terberger T, Caramelli D, Altena E, Haak W e Krause J., Palaeogenomics of Upper Palaeolithic to Neolithic European hunter-gatherers, in Nature, vol. 615, 2023,  pp. 117-126, DOI:10.1038/s41586-023-05726-0. URL consultato il 22 giugno 2025.
- (EN) Vanessa Villalba-Mouco, Marieke S. van de Loosdrecht, Adam B. Rohrlach, Helen Fewlass, Sahra Talamo, He Yu, Franziska Aron, Carles Lalueza-Fox, Lidia Cabello, Pedro Cantalejo Duarte, José Ramos-Muñoz, Cosimo Posth, Johannes Krause, Gerd-Christian Weniger e Wolfgang Haak, A 23,000-year-old southern Iberian individual links human groups that lived in Western Europe before and after the Last Glacial Maximum, in Nature Ecology & Evolution, 1º marzo 2023, DOI:10.1038/s41559-023-01987-0, ISSN 2397-334X (WC · ACNP), PMC 10089921, PMID 36859553.